# Andrena pseudothoracica
Andrena pseudothoracica är en biart som beskrevs av Engel 2005. Andrena pseudothoracica ingår i släktet sandbin, och familjen grävbin. Inga underarter finns listade i Catalogue of Life.